# Яланкуль
Яланку́ль (рос. Яланкуль, башк. Яланкүл) — присілок у складі Благоварського району Башкортостану, Росія. Входить до складу Удрякбашівської сільської ради.
Населення — 43 особи (2010; 54 в 2002).
Національний склад:
- башкири — 52 %
- татари — 48 %